# Copa Aruba de Futebol
A Torneo Copa Betico Croes é o principal torneio eliminatório do futebol masculino de Aruba.

## Campeões
- 2004/05 : SV Sportboys 3-1 SV Sporting
- 2005/06 : SV Estudiantes 1-0 SV Deportivo Nacional
- 2006/07 : SV Dakota 2-1 SV Estrella
- 2007/08 : SV Britannia 3-2 SV Deportivo Nacional
- 2008/09 : SV Britannia 1-1 SV Estrella (4-3 pk)
- 2009/10 : SV Britannia 2-0 SV La Fama
- 2010/11 : SV Britannia 4-1 SV Bubali
- 2011/12 : SV Racing Club Aruba 5-1 SV Dakota
- 2012/13 : SV Britannia 1-0 SV Racing Club Aruba
- 2013/14 : SV Estrella 1-1 SV Racing Club Aruba (7-6 pk)
- 2014/15 : SV Britannia 5-0 SV Bubali
- 2016 :  SV Racing Club Aruba 3-1 SV Britannia
- 2017 : SV Britannia 2-1 SV Dakota
- 2018 : SV Estrella 1-0 SV Dakota
- 2019 : SV Dakota 4-0 Independiente Porto Caravel
- 2020 : SV Racing Club Aruba 3-1 SV Dakota